# 林文禮
林文禮（1930年8月—），四川資中人，中华民国空军二級上將，曾任空軍總司令、總統府參軍長，具有實戰經驗，從軍期間獲頒各式勳獎章表揚。

## 軍旅職位
林文禮畢業於中華民國空軍軍官學校第29期，歷任空軍總部參謀長、副總司令、總司令、總統府參軍長等職。
1984年，林調升空軍總部參謀長，1988年再升空軍副總司令。1989年，林文禮出任空軍總司令，晉升二級上將。任職期間，他負責推行「建安計畫」，將空軍部分戰力轉移至台灣東部山區，並於山中組建修護人力、整建戰備防衛基地和作戰指揮中心，以保存戰力應對中國人民解放軍可能的威脅。1992年10月，林升任第19任總統府參軍長；1993年7月卸任退休。

## 戰績
林文禮曾參與九三金門砲戰、大陳保衛戰等戰役，駕駛F-47N戰鬥機執行任務百餘次。八二三砲戰期間，他擔任中華民國空軍第5大隊上尉分隊長，駕駛F-86軍刀戰鬥機執行任務30餘次，擊落及擊傷中國人民解放軍空軍米格-17戰鬥機各一架。
在1958年8月25日及9月18日兩次空戰中，林文禮參戰有所斬獲。8月25日6時20分，解放軍空軍的48架米格-17PF戰鬥機改向飛往金門，準備對地面實施炸射攻擊；當時中華民國空軍第5大隊的八架F-86F戰機，由少校蔣天恩率領飛行員顧樹癢、孫木山、葉傳熙、毛節盛、林文禮、靳文紀、路靖，正在金門上空3萬8千英尺巡邏，即出擊攔截。此戰解放軍空15師擊落第5大隊一架F-86戰機，而第5大隊擊落三架米格戰鬥機。9月18日，林文禮在執行掩護運補船團的任務時，於空戰中擊落一架解放軍戰機，另可能尚有一架也被他擊落。1974年6月，林文禮駕駛F-104星式戰鬥機時墜機，機毀人安。

## 名譽
軍旅生涯40多年間，林文禮曾先後獲頒七等寶鼎、二等雲麾、大同、一等復興、一星星序、雄鷲等中華民國勳獎章計35座。此外，他亦獲數國政府表揚：約旦政府頒贈二等軍功勳章；瓜地馬拉政府頒贈陸軍功績一等勳章；巴拉圭頒贈爵士級陸軍功績領綬勳章；玻利維亞頒贈爵士級空軍功績勳章；南非頒贈好望二等勳章；韓國頒贈國家級統一勳章等計6座。

## 個人生活
林文禮結過三次婚，第二任和第三任妻子皆為空軍遗孀，他與第三任妻子范莺萍因彼此的兒女介紹而結識。2001年6月，林文禮結婚時，兒子林立德亦同時娶了范莺萍的女兒為妻，兩家人結為一家。

## 爭議
2021年12月上旬，林夫人因病住院，未聘看護，卻要求空軍司令部派遣一位女中校使用慰勞假前赴照顧；該軍官原因有小孩無暇婉拒，但長官逕批公假指定伺疾。經媒體曝光後，空軍司令部回應：係經基於袍澤之情核准，未來將更謹慎。